# Communauté de communes du Secteur de Derval
Die Communauté de communes du Secteur de Derval ist ein ehemaliger französischer Gemeindeverband mit der Rechtsform einer Communauté de communes im Département Loire-Atlantique in der Region Pays de la Loire. Sie wurde am 25. Oktober 1994 gegründet und umfasste sieben Gemeinden. Der Verwaltungssitz befand sich im Ort Derval.

## Historische Entwicklung
Mit Wirkung vom 1. Januar 2017 fusionierte der Gemeindeverband mit der Communauté de communes du Castelbriantais und bildete so die Nachfolgeorganisation Communauté de communes Châteaubriant-Derval.

## Ehemalige Mitgliedsgemeinden
1. Derval
2. Jans
3. Lusanger
4. Marsac-sur-Don
5. Mouais
6. Saint-Vincent-des-Landes
7. Sion-les-Mines